# خليل طوطح
خليل طَوْطَح (ولد في 20 مايو 1887 في رام الله - توفي في 24 فبراير1955 في ويتير)، تربوي فلسطيني له مساهمات مهمة في تطوير حقل التعليم في فلسطين. تولى إدارة دار المعلمين في القدس عام 1919، وشغل منصب مدير مدرسة الفرندز في القدس في الأعوام 1927-1944. كان واحداً من الفلسطينيين الذين مثلوا أمام لجنة بيل، حيث قدم إفادة عن سوء الأوضاع التعليمية في الجانب العربي في فلسطين. غادر إلى الولايات المتحدة الأمريكية عام 1944 وتولى في الأعوام 1945-1950 موقع المدير التنفيذي في معهد الشؤون العربية الأمريكية، ونشط هناك في مكافحة الدعاية الصهيونية. وحصل على شهادة الماجستير في التربية في جامعة كولومبيا في سنة 1912.

## أعماله

### بالعربية
- التربية عند العرب، القدس: المطبعة التجارية، 1932.[3]
- تاريخ فلسطين، بالاشتراك مع عمر صالح البرغوثي، القدس: مطبعة بيت المقدس، 1923.
- جغرافية فلسطين، بالاشتراك مع حبيب خوري، القدس: مطبعة بيت المقدس، 1923.
- تاريخ القدس ودليلها، بالاشتراك مع بولص شحادة، القدس: مرآة الشرق، 1920.

### بالإنكليزية
- The Contribution of the Arabs to Education. New York: Teachers College, Columbia University, 1926
- With Harry Viteles, eds, The Annals of the American Academy of Political and Social Science: Palestine, A Decade of Development. Vol. 164 (November 1932): vii
- “Education in Palestine.” The Annals of the American Academy of Political and Social Science: Palestine, A Decade of Development. Vol. 164 (November 1932): 155-166
- rab Progress in Palestine. Series No. 7. New York: Institute of Arab American Affairs, 1946
- Introducing the Arabs to Americans. Series No. 8. New York: Institute of Arab American Affairs, 1948
- Dynamite in the Middle East. New York: Philosophical Library, 1955

## إسهاماته
- سعى إلى إصلاح نظام التربية والتعليم، باعتباره من أهم وسائل مواجهة مخاطر المشروع الصهيوني.

- أدرك أهمية التربية والتعليم في تحرير فلسطين ونموها، ودافع باستمرارعن تعليم الفتيات، والحاجة إلى إصلاح تربوي فلسطيني ذاتي في المدن  والقرى على حدٍ سواء، ونادى بإدخال الموسيقى والفن والدراما كمكوِّن ثقافي في مناهج الصفوف الابتدائية والثانوية، إضافةً لتدريب زراعي للطلاب في المناطق الريفية.[6]

## روابط خارجية
- مدرسة الفرندز
- دار المعلمين في القدس